# Mohammed Kudus
Mohammed Kudus (Acra, 2 de agosto de 2000) es un futbolista ghanés que juega de centrocampista en el Tottenham Hotspur F. C. de la Premier League.

## Biografía
Kudus creció en Nima, una ciudad comercial grande, popular y poblada en la capital de Ghana. Pasó su infancia junto a su madre y abuela.

## Trayectoria
Su carrera comenzó a los doce años con el proyecto inglés Right to Dream. Fue ojeado en Ghana y, tras su progreso, el inglés (creador del proyecto) Tom Vernon lo fichó para su club FC Nordsjælland, debutando con su primer equipo en el año 2018. Disputó 56 partidos y marcó 14 tantos en un total de dos temporadas.
El Ajax de Ámsterdam puso los ojos en él a principios del año 2020. En julio de ese mismo año se hizo oficial su fichaje como una de las «mayores promesas» de Ghana. El contrato se hizo con extensión hasta junio de 2025.
En agosto de 2023 fichó por el West Ham United F. C. En dos temporadas disputó ochenta partidos y marcó 19 goles.
El 10 de julio de 2025 fue traspasado al Tottenham Hotspur F. C. y firmó un contrato de larga duración.

## Selección nacional
Ha sido internacional con la selección de fútbol de Ghana en 21 ocasiones.
Su debut mundialista se produjo el 24 de noviembre de 2022 frente a Portugal en la Copa Mundial de Fútbol de 2022. Le tomó solamente cuatro días marcar su primer gol en el torneo, este fue el 2:0 contra Corea del Sur.

## Estadísticas

### Clubes
Actualizado al último partido disputado el 25 de mayo de 2025.
| Club                             | Div.          | Temporada     | Liga  | Liga  | Liga   | Copas nacionales | Copas nacionales | Copas nacionales | Copas internacionales | Copas internacionales | Copas internacionales | Total | Total | Total  |
| Club                             | Div.          | Temporada     | Part. | Goles | Asist. | Part.            | Goles            | Asist.           | Part.                 | Goles                 | Asist.                | Part. | Goles | Asist. |
| -------------------------------- | ------------- | ------------- | ----- | ----- | ------ | ---------------- | ---------------- | ---------------- | --------------------- | --------------------- | --------------------- | ----- | ----- | ------ |
| F. C. Nordsjælland Dinamarca     | 1.ª           | 2018-19       | 26    | 3     | 2      | 2                | 0                | 0                | 2                     | 0                     | 0                     | 30    | 3     | 2      |
| F. C. Nordsjælland Dinamarca     | 1.ª           | 2019-20       | 25    | 11    | 1      | 1                | 0                | 0                | —                     | —                     | —                     | 26    | 11    | 1      |
| F. C. Nordsjælland Dinamarca     | Total club    | Total club    | 51    | 14    | 3      | 3                | 0                | 0                | 2                     | 0                     | 0                     | 56    | 14    | 3      |
| Ajax de Ámsterdam · Países Bajos | 1.ª           | 2020-21       | 17    | 4     | 3      | 1                | 0                | 1                | 4                     | 0                     | 0                     | 22    | 4     | 4      |
| Jong Ajax · Países Bajos         | 2.ª           | 2021-22       | 5     | 5     | 0      | —                | —                | —                | —                     | —                     | —                     | 5     | 5     | 0      |
| Jong Ajax · Países Bajos         | Total club    | Total club    | 5     | 5     | 0      | 0                | 0                | 0                | 0                     | 0                     | 0                     | 5     | 5     | 0      |
| Ajax de Ámsterdam · Países Bajos | 1.ª           | 2021-22       | 16    | 1     | 1      | 2                | 0                | 0                | 2                     | 0                     | 0                     | 20    | 1     | 1      |
| Ajax de Ámsterdam · Países Bajos | 1.ª           | 2022-23       | 30    | 11    | 3      | 4                | 2                | 1                | 8                     | 5                     | 2                     | 42    | 18    | 6      |
| Ajax de Ámsterdam · Países Bajos | 1.ª           | 2023-24       | 2     | 1     | 1      | 0                | 0                | 0                | 1                     | 3                     | 0                     | 3     | 4     | 1      |
| Ajax de Ámsterdam · Países Bajos | Total club    | Total club    | 65    | 17    | 8      | 7                | 2                | 2                | 15                    | 8                     | 2                     | 87    | 27    | 12     |
| West Ham United F. C. Inglaterra | 1.ª           | 2023-24       | 33    | 8     | 6      | 3                | 1                | 0                | 9                     | 4                     | 0                     | 45    | 14    | 5      |
| West Ham United F. C. Inglaterra | 1.ª           | 2024-25       | 32    | 5     | 3      | 3                | 0                | 1                | —                     | —                     | —                     | 35    | 5     | 4      |
| West Ham United F. C. Inglaterra | Total club    | Total club    | 65    | 13    | 9      | 6                | 1                | 1                | 9                     | 4                     | 0                     | 80    | 19    | 9      |
| Total carrera                    | Total carrera | Total carrera | 186   | 49    | 20     | 16               | 3                | 3                | 26                    | 12                    | 2                     | 228   | 64    | 23     |

## Palmarés

### Títulos nacionales
| Título                   | Club          | País         | Año  |
| ------------------------ | ------------- | ------------ | ---- |
| Copa de los Países Bajos | A. F. C. Ajax | Países Bajos | 2021 |
| Eredivisie               | A. F. C. Ajax | Países Bajos | 2021 |
| Eredivisie               | A. F. C. Ajax | Países Bajos | 2022 |